# Araguaia
De Araguaia (Portugees: Rio Araguaia) is een 2.627 kilometer lange rivier in Brazilië. In de plaatselijke Tupi-taal betekent de naam van de rivier "de rivier van de Rode Ara's". De Araguaia is de belangrijkste zijrivier van de Tocantins en heeft een gelijkwaardig debiet. De samenvloeiing van de twee is gelegen op het gemeenschappelijk punt van de grenzen van de Braziliaanse deelstaten Maranhaõ, Tocantins en Pará, dicht bij São João do Araguaia.
Het rivierbekken beslaat een gebied van 358.125 km² en het gemiddeld debiet van de rivier dicht bij haar monding in de Tocantins is 6.172 m³/s (kubieke meter per seconde). (Ter vergelijking: het debiet van de Rijn aan de Nederlands-Duitse grens is gemiddeld 2.200 m³/s)
De rivier vormt gedurende haar volledige loop de grens tussen een aantal Braziliaanse deelstaten: Goiás en Mato Grosso van bron tot bovenloop en Tocantins en Pará in haar benedenloop tot de monding.
Ruwweg halfweg de rivier splitst de rivier in twee aftakkingen. De westelijke tak wordt de Araguaia genoemd, de oostelijke tak wordt de Javaés (Rio Javaés) genoemd. Driehonderdvijftig kilometer noordelijker vloeit de Javaés middels een rivierdelta terug samen met de andere riviertak. Het aldus gevormd eiland Bananal (Ilha do Bananal) is het grootste riviereiland ter wereld, en tevens met 19.162 km² het op 48 na grootste eiland ter wereld.
Aan de oever van de Araguaia liggen de steden en grotere plaatsen Aragarças, Aruanã, São Félix do Araguaia, Santana do Araguaia, Araguacema, Conceição do Araguaia, Xambioá, São Geraldo do Araguaia en São João do Araguaia in stroomafwaartse volgorde.
Langs de loop van de rivier liggen de grote natuurgebieden Parque Nacional das Emas en Parque Nacional do Araguaia. Bij de samenvloeiing van de twee riviertakken ten noorden van Bananal is in de rivierdelta met een oppervlakte van 1.000 km² een uniek natuurgebied ontstaan, de Cantão. Het met water door- en overstroomde gedeelte van het Amerikaans regenwoud wordt Igapó genoemd. Er leven meer dan 700 vogelsoorten, bijna 300 vissoorten en grote populaties van verder bedreigde diersoorten zoals de reuzenotter, de zwarte kaaiman en een van de grootste zoetwatervissen, de Arapaima gigas. Het gebied is een van de rijkste biologische gebieden van de hele Amazone.